# ايفان ايفانوفيتش
ايفان ايفانوفيتش (بالبلغارية: Иван Иванов)‏ (25 فبراير 1988 بلغاريا - ) هو لاعب كرة قدم بلغاري، يلعب كمدافع.

## وصلات خارجية
ايفان ايفانوفيتش على موقع الاتحاد الدولي (مؤرشف)  (الإنجليزية)
- ايفان ايفانوفيتش على موقع الاتحاد الأوربي (الإنجليزية)
- ايفان ايفانوفيتش على موقع اتحاد تركيا (لاعب) (الإنجليزية)
- ايفان ايفانوفيتش على موقع قاعدة بيانات كرة القدم.إي يو (الإنجليزية)
- ايفان ايفانوفيتش على موقع ناشيونال فوتبول تيمز (الإنجليزية)
- ايفان ايفانوفيتش على موقع Soccerway.com (الإنجليزية)
- ايفان ايفانوفيتش على موقع عالم كرة القدم.نت (الإنجليزية)
- ايفان ايفانوفيتش على موقع AS.com (الإسبانية)